# 1016

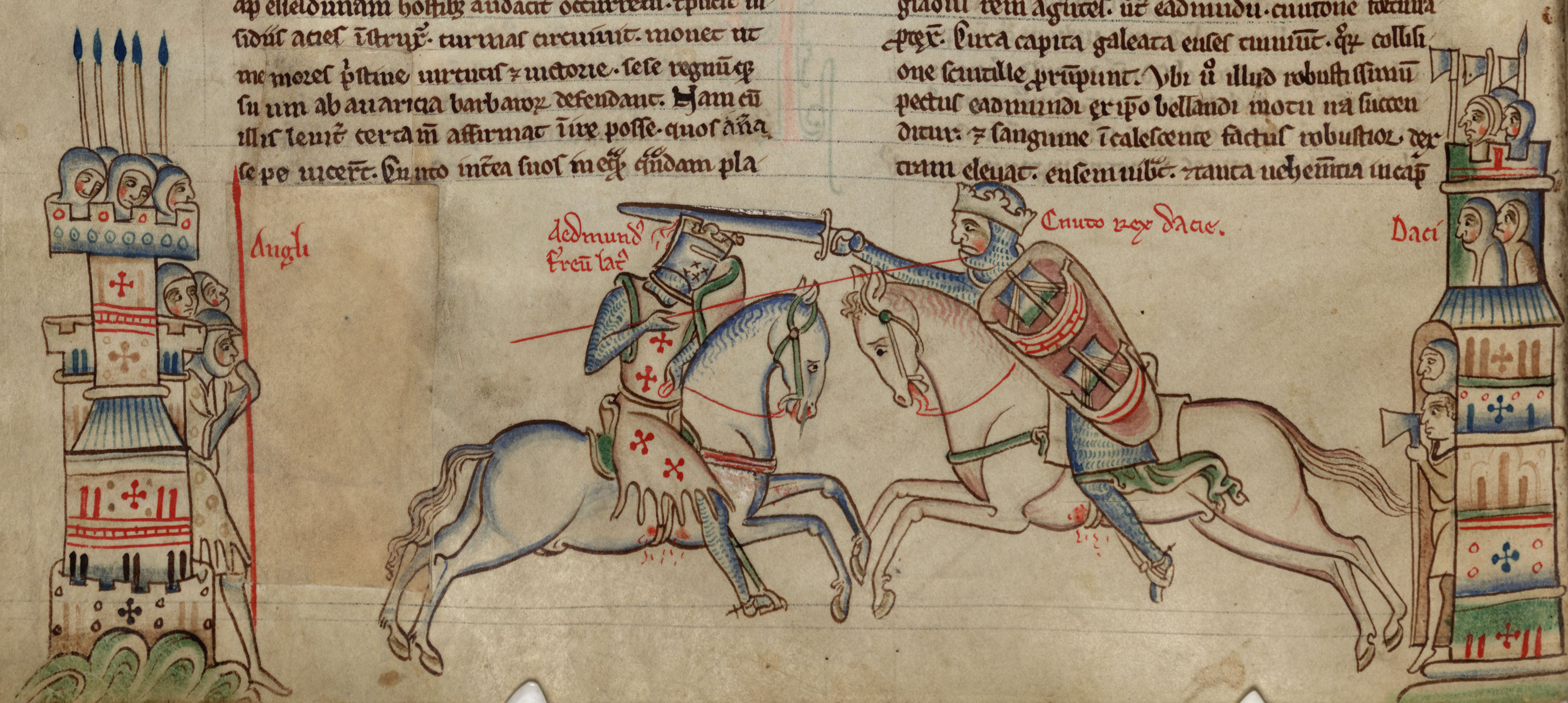
Koning Edmund II (links) wordt verslagen door koning Knoet de Grote (13e eeuw).

Het jaar 1016 is het 16e jaar in de 11e eeuw volgens de christelijke jaartelling.

## Gebeurtenissen
maart
- 10 - Keizer Sanjo doet afstand van de troon na een regeerperiode van 5 jaar. Hij wordt opgevolgd door zijn 7-jarige neef Go-Ichijo als de 68e keizer van Japan.[1]
- 25 (Palmzondag) - Olaf Haraldssen verslaat de vijf machtigste Noorse hoofdmannen in een zeeslag en wordt de eerste koning van een verenigd Noorwegen.

april
- 23 - Koning Ethelred II ("de Onberadene") overlijdt na een regeerperiode van 38 jaar. Hij wordt opgevolgd door zijn oudste zoon Edmund II ("Ironside"), als koning van Engeland. Hij weet het Vikingleger onder bevel van koning Knoet II ("de Grote") uit Londen voor een tweede maal te verdrijven. Knoet trekt zich terug naar het noorden om te hergroeperen en plundert onderweg het gebied van Essex. Ondertussen, om een invasie en plunderingen te voorkomen, worden de Schotten verplicht om Knoet beschermingsgeld (Danegeld) te betalen.[2]

- Voorjaar - Een geallieerde vloot van Pisa en Genua begint een campagne tegen de moslimbolwerken van Sardinië, in het bijzonder de havenstad Porto Torres. De vlooteenheden verslaan de Arabische vloot onder bevel van Mujahid al-Muwaffaq, heerser (emir) van Dénia (huidige Spanje). Alle familieleden, waaronder zijn enige zoon Ali ibn Mujahid Iqbal ad-Dawla worden gevangengenomen. Sardinië wordt heroverd door Pisa en Genua. Na zijn terugkeer in Dénia, onderdrukt Mujahid een staatsgreep en executeert hij het marionettenregime.[3]
- Koning Robert II ("de Vrome") weet na een lange strijd eindelijk het hertogdom Bourgondië in te lijven bij Frankrijk en benoemt zijn 8-jarige zoon Hendrik tot hertog. Kort daarna vertrekt Robert met zijn vrouw Bertha naar Rome om zijn excommunicatie bij paus Benedictus VIII te bepleiten, maar deze wil niet toestemmen in een hernieuwd huwelijk. Robert en Bertha zijn achterneef en achternicht (hun grootmoeders Hedwig en Gerberga zijn zussen). Volgens het kerkelijk recht is hun huwelijk daarom onmogelijk.[4]
- Melus van Bari, een Lombardische edelman, doet een tweede poging om voor zichzelf een autonoom gebied af te splitsen van het Byzantijnse katapanaat Italië. Melus huurt Normandische huurlingen in, waardoor hij in Zuid-Italië de Normandische aanwezigheid bevordert. Melus verzamelt in Capua een expeditieleger en maakt plannen om Apulia binnen te vallen.[5]
- Keizer Hendrik II ("de Heilige") benoemt de 46-jarige Rudolf III ("de Vrome"), koning van Bourgondië, tot zijn officiële opvolger en erfgenaam.[6]

oktober
- 18 - Slag bij Assandun: Edmund II ("Ironside") wordt bij Ashingdon door een Deens Vikingleger (ongeveer 12.000 man) onder leiding van Knoet II ("de Grote") verslagen. Tijdens de veldslag verdedigt Edmund in een fel gevecht een strategisch gelegen heuvel, maar moet zich uiteindelijk terugtrekken. Na onderhandelingen wordt het koninkrijk verdeeld, Knoet krijgt het gebied ten noorden van de rivier de Theems en Edmund het gebied ten zuiden van de Theems (wanneer een van de twee zal overlijden dan krijgt de ander zijn koninkrijk).[7]
- 30 november - De 26-jarige Edmund II ("Ironside") overlijdt onverwachts in Londen na zeven maanden geregeerd te hebben. Knoet II ("de Grote") wordt geïnstalleerd als koning van Engeland. Hij ontbindt zijn Vikingleger en stuurt het grootste deel van zijn krijgers terug naar Noorwegen (vanwege dat hij hen geen soldij kan betalen).[8]

- Benedictus VIII bevestigt de benoeming van Poppo van Babenberg tot aartsbisschop van Trier. Poppo is het jaar daarvoor door Hendrik II benoemt tot aartsbisschop.
- Eerste schriftelijke vermeldingen van Vijlen (Hendrik II het leengoed aan de abdij van Burtscheid) en Kozje (huidige Slovenië).

## Geboren
- 25 juli - Casimir I ("de Restaurator"), Pools edelman (overleden 1058)
- Eduard Ætheling ("de Banneling"), Engels prins (overleden 1057)
- Ferdinand I ("de Grote"), koning van León (overleden 1065)
- Naropada, Indiaas boeddhistisch leraar (overleden 1100)[9]
- Sven Knutsson, koning van Noorwegen (overleden 1035)

## Overleden
- 23 april - Ethelred II ("de Onberadene"), koning van England
- 5 oktober - Wichman van Vreden, Duits edelman en graaf[10]
- 30 november - Edmund II ("Ironside"), koning van Engeland
- Sulayman ibn al-Hakam, kalief van Córdoba (r. 1009 - 1016)
- Uhtred ("de Dappere"), Engels edelman (r. 1006 - 1016)[11]